# Order Czarnego Smoka
Order Czarnego Smoka (chiń. upr. 黑龙勋章; chiń. trad. 黑龍勛章; pinyin Hēilóng xūnzhāng) – chiński order istniejący w końcowym okresie rządów dynastii Qing.
Ustanowiony wraz z kilkoma innymi orderami 20 marca 1911 przez sprawującego regencję Zaifenga, księcia Chun, w imieniu małoletniego cesarza Puyi. Przyznawany za nadzwyczajne zasługi w służbie państwu i dynastii. Dzielił się na osiem klas, nadawanych w zależności od rangi odznaczanej osoby.